# Jersey (textil)

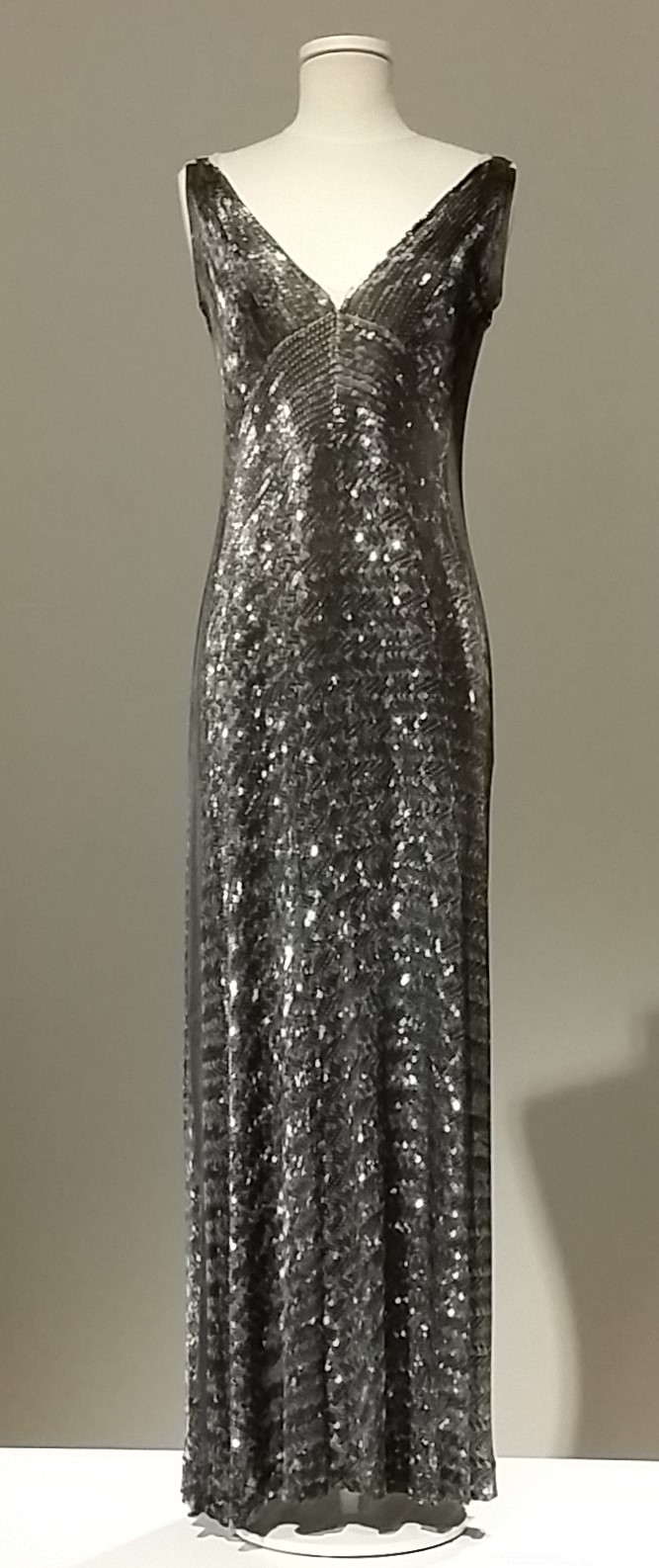
Aftonklänning i jersey.

Jersey är en fin, fast maskinstickad trikå i ylle eller silkeblandat ylle, numera även bomull och syntetfiber, uppkallad efter ön Jersey.
Jersey kan syfta på såväl slätstickade trikåvaror (enkeljersey) och interlockvaror (dubbeljersey). Jerseykläder har tillverkats sedan 1860-talet, då främst för sportbruk. Från 1920-talet kom jersey även att användas i dammodet, särskilt Coco Chanel betydde mycket för att göra jerseytyger populära.